# Tripo Kokolja
Tripo Kokolja   (Perast, 28 de febrer de 1661 - Korčula, 18 d'octubre de 1713) va ser un pintor de la badia de Kotor. Avui se'l recorda principalment per introduir la natura morta i la pintura del paisatge en l'art de l'Adriàtic oriental.

## Vida i obra
Nascut a Perast, a la badia de Kotor a l'actual Montenegro, es creu que Kokolja va estudiar art a Venècia.
La seva obra més important va ser un encàrrec de l'arquebisbe de Bar, Andrija Zmajević, fet a finals del segle xvii. Aquest va ser un cicle de teles per a l'església de Nostra Senyora de les Roques, davant de Perast, basat en instruccions d'Andrija Zmajević. La sèrie inferior de pintures representa profetes i sibil·les; damunt d'aquestes hi ha la Presentació de la Verge, la Mort de la Verge i la Baixada de l'Esperit Sant. Sobre l'arc hi ha la Coronació de la Mare de Déu. El sostre està pintat, dividit en 45 seccions que representen escenes de la Vida de la Verge intercalades amb imatges d'evangelistes, Pares de l'Església, àngels i natures mortes de cistelles de flors. Aquestes pintures combinen certs trets distintius de la tècnica barroca amb una comprensió provincial tant del dibuix com de la perspectiva. Van ser mal restaurats per un pintor franciscà local, Josip Rossi, el 1883.
Altres obres de Kokolja inclouen retrats de Vicko Bujović i de l'almirall Krsto Zmajević, tots dos al museu de la ciutat, juntament amb un autoretrat. Un conjunt de pintures murals al palau de l'arquebisbe Zmajevic, fetes el 1670, està en ruïnes, però se sap que inclou paisatges.
Kokolja es va traslladar a Korčula, Croàcia cap al final de la seva vida, després de la mort del seu amic Vicko Bujović, i va morir-hi el 1713. Entre les seves obres posteriors hi ha pintures per a l'església dominica de Bol, a l'illa de Brač.